# 帕特罗西尼乌
帕特罗西尼乌是巴西米纳斯吉拉斯州的一个市镇。总面积2866.559平方公里，总人口85293人，人口密度29.8人/平方公里。